# Markko Märtin
Markko Märtin (Tartu 1975. november 10. –) észt autóversenyző, ötszörös rali-világbajnoki futamgyőztes.

## Pályafutása
1994-ben vett részt raliversenyen, még pedig az észt bajnokságban egy Lada Samarával. 1995 és 1998 négy alkalommal is az élen végzett az észt bajnokságban.
1997-ben debütált a WRC-ben a Finn ralin egy Toyotával, azonban befejezni már nem tudta sebességváltó-hiba miatt. Ugyanebben az évben rajthoz állt az ERC hollandiai állomásán is, azt a versenyt be is fejezte a hatodik helyen. 1998-ra már négy rali-világbajnoki futamon indult el a Toyotával, 1999-ben pedig már hat rali-vb állomáson is jelen volt, azonban ebből kettőn már egy Ford volánja mögött, a maradék négyen pedig ismét egy Toyotát terelgetett, akkori legjobb vb-eredményét is a japán márkával érte el, egy ötödik helyet az Akropolisz-ralin, 2000-re pedig állandó szerződést kapott a Toyotánál a WRC-ben, azonban az ausztrál versenytől már a Subaru alkalmazásában állt. 2002-től már a Ford gyári csapatának versenyzője lett, olyan csapattársak társaságában, mint Carlos Sainz, Colin McRae vagy Francois Duval.
Legelső futamgyőzelmét 2003-ban aratta Görögországban, majd ugyanebben az évben Finnországban is az ő nevével kezdődött az összetett végeredménye. Legsikeresebb éve a 2004-es volt, akkor háromszor is diadalmaskodni tudott, háromszor volt második, négyszer pedig harmadik, az év végi ponttáblázaton pedig harmadik lett Sebastien Loeb és Petter Solberg mögött. A 2005-ös évtől a Fordot Peugeotra cserélte.
A WRC-ben való szereplését 2005-ben fejezte be egy tragikus balesetet követően. A Brit rali 15. szakasza során Peugeotja nagy sebességgel fához csapódott, a balesetben navigátora Michael Park életét vesztette. A hátralévő futamokon Märtin nem indult el.
2006-ban a dán túraautó-bajnokság futamain vett részt.

## A WRC után
2008-ban a Subaru World Rally Team tesztversenyzője lett, de tesztelt később a Fordnak és a Mininek is. 2010-ben Ken Blockot mentorálta a WRC-ben.
Még 2005-ben saját csapatot alapított MM Motorsport néven, amely az észt ralibajnokságban indul a mai napig, de alkalmanként felbukkannak az ERC-ben is. 2020-ban RedGrey Team lett a csapata neve, majd 2023 áprilisában eladta részesedését a csapatban. Érdekesség, hogy ennél a csapatnál versenyzett a későbbi világbajnok Ott Tanak.

## Eredményei

### Rali-világbajnoki győzelmei
| #  | Dátum                 | Rali            | Navigátor    | Autó              | Összefoglaló |
| -- | --------------------- | --------------- | ------------ | ----------------- | ------------ |
| 1. | 2003. június 6-8.     | Akropolisz-rali | Michael Park | Ford Focus WRC RS | Összefoglaló |
| 2. | 2003. augusztus 7-10. | Finn rali       | Michael Park | Ford Focus WRC RS | Összefoglaló |
| 3. | 2004. március 12-14.  | Mexikó-rali     | Michael Park | Ford Focus WRC RS | Összefoglaló |
| 4. | 2004. október 15-17.  | Korzika-rali    | Michael Park | Ford Focus WRC RS | Összefoglaló |
| 5. | 2004. október 29-31.  | Katalán rali    | Michael Park | Ford Focus WRC RS | Összefoglaló |

### Navigátorai

#### Navigátorai pályafutása elején
Jaanus Robi, Rein Reinsalu, Hardi Zupping, Robert Lepikson

#### Navigátorai a Rali-világbajnokságon
| #  | Időszak   | Navigátor      | Közös versenyek | Pontok | Futamgyőzelmek |
| -- | --------- | -------------- | --------------- | ------ | -------------- |
| 1. | 1997–1999 | Toomas Kitsing | 11              | 2      | 0              |
| 2. | 2000–2005 | Michael Park   | 73              | 205    | 5              |